# Даміано Томмазі
Даміано Томмазі (італ. Damiano Tommasi, нар. 17 травня 1974, Неграр, Італія) — колишній італійський футболіст, півзахисник. Насамперед відомий виступами за клуб «Рома», а також за національну збірну Італії.
З 2011 по 2020 рік  — президент Італійської асоціації футболістів. З 2022 року — мер Верони.

## Клубна кар'єра
Народився 17 травня 1974 року в місті Неграр. Вихованець юнацьких команд футбольних клубів «Неграр», «Сан Дзено» та «Верона».
У дорослому футболі дебютував 1993 року виступами за команду клубу «Верона», в якій провів три сезони, взявши участь у 77 матчах чемпіонату.
Своєю грою за цю команду привернув увагу представників тренерського штабу клубу «Рома», до складу якого приєднався 1996 року. Відіграв за «вовків» наступні десять сезонів своєї ігрової кар'єри. Більшість часу, проведеного у складі «Роми», був гравцем основного складу команди. За цей час виборов титул чемпіона Італії, ставав володарем Суперкубка Італії з футболу.
Згодом з 2006 до 2009 року грав у складі команд клубів «Леванте», «Квінс Парк Рейнджерс» та «Тяньцзінь Теда».
Завершив ігрову кар'єру в аматорському клубі «Сант'Анна д'Альфаедо», за команду якого виступав протягом 2009—2011 років.

## Виступи за збірну
1998 року дебютував в офіційних матчах у складі національної збірної Італії. Протягом кар'єри у національній команді, яка тривала 6 років, провів у формі головної команди країни 25 матчів, забивши 2 голи.
У складі збірної був учасником чемпіонату світу 2002 року в Японії і Південній Кореї.

## Подальша діяльність
Завершивши виступи на футбольному полі, присвятив себе розвитку футболу. 2010 року став співзасновником компанії Tommasi Pretti Seeber Sports Culture & Exchange Co, покликаної сприяти розвитку відносин між країнами Європи та Азії у футбольній сфері.
9 травня 2011 року був призначений президентом Італійської асоціації футболістів — профспілки, що відстоює права італійських футболістів та представляє інтереси понад 4000 гравців, змінивши засновника організації Серджіо Кампану, який перебував на посаді 43 роки.
У жовтні 2021 року було оголошено, що Томмазі буде балотуватися як лівоцентристський кандидат на пост мера Верони на виборах 2022 року. Після кваліфікації до другого туру, набравши близько 40 % голосів, 26 червня 2022 року Томмазі виграв другий тур, набравши понад 54 % голосів, перемігши поточного мера правого крила Федеріко Сбоаріну в традиційно правому місті.

## Титули і досягнення
- Чемпіон Італії (1):

«Рома»: 2000–01
- Володар Суперкубка Італії з футболу (1):

«Рома»: 2001
- Чемпіон Європи (U-21) (1):

Італія (U-21): 1996